# مادر من
«مادر من» ترانه‌ای فارسی از ساخته‌های ناصر چشم‌آذر است که اولین بار در فیلم خواهران غریب با صدای خسرو شکیبایی خوانده شد. 
متن ترانه سرودهٔ خسرو شکیبایی و کیومرث پوراحمد است.
گویا علاقهٔ شکیبایی به مادرش باعث شد که او پیشنهاد اجرای این قطعه را به پوراحمد بدهد.
چشم‌آذر در یکی از قسمت‌های برنامهٔ خندوانه این ترانه را بازخوانی کرد.